# مفيزوين (خولان)

تعديل مصدري - تعديل

مفيزوين هي إحدى قرى عزلة بني شداد بمديرية خولان التابعة لمحافظة صنعاء، بلغ تعداد سكانها 498 نسمة حسب تعداد اليمن لعام 2004.